# 阿合马 (不里之子)
阿合马（羅馬化：Aḥmad，「艾哈邁德」，見《史集》，13世纪？—1270年），蒙古帝国皇族，成吉思汗次子察合台之孙不里的儿子，《元史》等汉文史籍未记载其事迹。

## 生平
阿合马父亲不里曾随拔都参加长子西征，席间与大汗窝阔台的儿子贵由一同侮辱统帅拔都，由此与拔都结怨。后来在拔都支持下蒙哥即位，不里被拔都处死。阿合马早年经历不详，八剌成为察合台汗国君主时，他在别失八里地区表示效忠八剌。当八剌进攻伊利汗国并在卡拉苏平原之战大败后，察合台汗国陷入动荡，反叛者相继出现。为震慑反对势力，八剌派军队前往别失八里杀害了阿合马。据《瓦萨夫史》记载，阿合马被杀的消息传开后，察合台系宗王聶古伯、牙撒兀儿等彻底对八剌失望，转而向海都称臣，此举加速了八剌政治生命的终结。八剌杀阿合马后不久便去世，阿合马的子孙为避内乱逃往元朝。1272年，阿合马长子八八获忽必烈赏赐银钞，此后其家族世代效力于元朝，再未返回察合台汗国。

## 子孙
据《史集》记载，阿合马有八八和撒梯两个儿子。八八又生合必勒帖木儿、哈必勒帖木儿、允秃思帖木儿三子。《元史》中“阔列坚家族”谱系记载有“八八大王”及其子合宾帖木儿、允秃思帖木儿，与《史集》记载吻合。合宾帖木儿对应合必勒帖木儿或哈必勒帖木儿暂无法确定，可见该谱系混入了阿合马家族的世系。此外，《瓦萨夫史》提到“不里之孙阿合马之孙沙迪之子秃剌·斡兀立”，记载中阿合马的孙子秃剌参与了元仁宗爱育黎拔力八达的政变，被封为越王。
- 察合台（Čaγatai，چغتاى Chaghatāī）
  - 抹土干(Mö'etüken，مواتوكان Muwātūkān)
    - 不里(Büri，بورى Būrī)
      - 阿合马(احمد Aḥmad)
        - 八八大王(Baba，باباBābā)
          - 哈必勒帖木儿(Habil-temür，Hābīr tīmūr)
          - 合必勒帖木儿(Qabil-temür，Qābīr tīmūr)
          - 允禿思帖木儿(Yultuz-temür,／Yūldūz tīmūr)

        - 撒梯(《史集》ساتیSātī，《瓦萨夫史》记作沙迪شادیŠādī)
          - 越王禿剌(Töre，تولا اغولTūlā aghūl)
            - 豫王阿剌忒納失里(Aratnaširi)
            - 西安王答儿麻(Darma)